# Ahmad Dixon
Ahmad D'shaad Dixon (Waco, 5 settembre 1991) è un giocatore di football americano statunitense che milita nel ruolo di safety per i Philadelphia Stars della United States Football League (USFL).

## Biografia
Dopo avere giocato al college a football a Baylor, Dixon fu scelto nel corso del settimo giro (248º assoluto) del Draft NFL 2014 dai Dallas Cowboys. Svincolato prima dell'inizio della stagione regolare, il 3 settembre 2014 firmò con la squadra di allenamento dei Minnesota Vikings. Dopo soli quattro giorni passò però ai Chicago Bears, dove debuttò come professionista nella partita del secondo turno contro i San Francisco 49ers. Dopo cinque gare disputate coi Bears fu svincolato, transitando brevemente per i Miami Dolphins, prima di fare ritorno ai Vikings il 6 dicembre 2014, venendo promosso nel roster attivo undici giorni dopo.
Il 7 maggio 2015 fu infine svincolato dai Vikings.

## Statistiche
| Partite totali      | 5 |
| Partite da titolare | 0 |
| Tackle totali       | 3 |
| Sack fatti          | 0 |
| Intercetti          | 0 |

Statistiche aggiornate alla stagione 2014